# Proteina plasmatica A associata alla gravidanza
La proteina plasmatica A associata alla gravidanza, conosciuta anche come PAPP-A (dall'inglese Pregnancy-associated plasma protein A) è una proteina che nell'uomo è codificata dal gene PAPPA. Essa viene utilizzata per un test di screening per la sindrome di Down.
Il più comune test di screening per lo studio delle aneuploidie è il test combinato o duo test. Questo associa i valori di PAPP-A, frazione libera della beta HCG, dati anamnestici e valore della plica nucale. Tali valori vengono analizzati da un programma che fornisce un risultato relativo alla probabilità di avere un feto affetto da trisomia dei cromosomi: 13,18,21

## Funzione
Questo gene codifica per una metalloproteinasi secreta che si unisce con il fattore di crescita insulino-simile. Si pensa che essa sia coinvolta nei processi proliferativi locali come la guarigione delle ferite e il rimodellamento osseo. Un basso livello plasmatico di questa proteina è stato suggerito come un possibile marker biochimico per le gravidanze con feti aneuploidi (feti con un numero anomalo di cromosomi). Ad esempio, un livello basso può essere riscontrato nello screening prenatale per la sindrome di Down. Bassi livelli possono inoltre prevedere problemi con la placenta, causando complicanze avverse come il ritardo di crescita intrauterino, la preeclampsia, il distacco di placenta, il parto pretermine o la morte fetale.

## Interazioni
La proteina plasmatica A associata alla gravidanza ha mostrato di interagire con la proteina basica maggiore.